# Institut für Geologie und Paläontologie der Chinesischen Akademie der Wissenschaften in Nanjing
Das Institut für Geologie und Paläontologie der Chinesischen Akademie der Wissenschaften in Nanjing (chinesisch 中国科学院南京地质古生物研究所, Pinyin Zhongguo kexueyuan Nanjing dizhi gushengwu yanjiusuo) ist eine Forschungsinstitution der Chinesischen Akademie der Wissenschaften in Nanjing in der chinesischen Provinz Jiangsu. 

## Geschichte
Das Institut wurde am 7. Mai 1951 gegründet und ist die wichtigste chinesische Forschungsinstitution für Paläobiologie und Stratigraphie.
Der erste Direktor des Instituts war der Geologe, Paläontologe und Vize-Präsident der Academia Sinica Li Siguang (J. S. Lee; 李四光). Weitere Direktoren waren:
- Si Xingjian (H. C. Sze) 斯行健
- Zhao Jinke (K. K. Chao) 赵金科
- Wu Wangshi 吴望始
- Cao Ruiji 曹瑞骥
- Mu Xinan 穆西南
- Sha Jingeng 沙金庚
- Yang Qun 杨群.

Der derzeitige Direktor ist Zhan Renbin 詹仁斌.

## Forschungsabteilungen
Die Forschungsabteilung für Paläontologie der Invertebraten (古动物学研究室,  Gudongwuxue yanjiushi) befasst sich mit dem Ursprung, der Evolution und dem Aussterben von Hauptgruppen der Invertebraten. Weiter forscht es auf dem Gebiet der Systematik der Invertebraten, ihrer stammesgeschichtlichen Beziehungen und weiterer relevanter Themen. Aktuelle Forschungsprojekte beschäftigen sich unter anderem mit der Evolution früher Metazoa, mit der Tektonik und Paläobiologie Gondwanas und der Tethys sowie mit den Jehol-Biota.
In der Forschungsabteilung für Paläobotanik und Palynologie (古植物与古孢粉学研究室,  Guzhiwu yu Gubaofenxue yanjiushi) sind unter anderem die frühen Land-Gefäßpflanzen, die permo-karbonische Flora von Cathay sowie die Entwicklung der Pflanzen im Quartär vor dem Hintergrund von Klimaänderungen das Ziel der Forschung. Darüber hinaus führt das Institut Untersuchungen im Rahmen der Rohstoffgewinnung aus, so etwa bei der Erkundung von Öl- und Gasvorkommen im Tarim-, Junggar und Turpan-Hami-Sedimentbecken von Xinjiang sowie im Ostchinesischen Meer durch und untersucht die Biostratigraphie von Kohlevorkommen in China.
Die Aufgaben der Forschungsabteilung für Mikropaläontologie (微体古生物学研究室,  Weiti gushengwuxue yanjiushi) liegen unter anderem im Bereich der Systematik, Evolution, Biostratigraphie und Palökologie der Hauptgruppen der Mikrofossilien, in der Paläontologie des Präkambriums und der Entwicklung des Lebens.
Das Staatliche Schwerpunktlaboratorium für Paläobiologie und Stratigraphie (现代古生物学及地层学开放研究实验室,  Xiandai gushengwuxue he dicengxue guojia zhongdian shiyanshi) schließlich führt Untersuchungen der Frühzeit der Entwicklung des Lebens durch, arbeitet an der Entwicklung der internationalen geologischen Zeitskala mit und forscht etwa auf den Gebieten der Paläogeographie und Paläoklimatologie. Seine Forschungen über die Chengjiang-Faunengemeinschaft und die so genannte Kambrische Explosion wurden preisgekrönt.

## Veröffentlichungen
Das Institut gibt vier Fachzeitschriften heraus. Die Zeitschrift Acta Palaeontogica Sinica (seit 1953) wird von der Palaeontological Society of China (Chinesische Paläontologische Gesellschaft) gefördert. Weitere Periodika sind die Acta Micropalaeontologica Sinica (seit 1984), das Journal of Stratigraphy (seit 1966) und Palaeoworld (seit 2007), das bei Elsevier verlegt wird. Alle Zeitschriften erscheinen vierteljährlich.